# 1800 a tudományban
Az 1800. év a tudományban és a technikában.

## Események
- A Royal Institution of Great Britain elfogadja a Royal chartert

## Csillagászat
- Fredrich von Hahn felfedezi a központi csillagot a Gyűrűs-köd közepében.

## Fizika
- Alessandro Volta kifejleszti az első elektromos elemeket.
- William Herschel felfedezi az infravörös sugárzást.

## Orvostudomány
- Xavier Bichat publikáljs Traité sur les membranes and Recherches physiologiques sur la vie et la mort című munkáját. mely új utat mutatott a hisztológiában és a patológiában.

## Technika
- Felfedezik az élesztőt, ami új utat nyit a sör fermentációjában (A sört 1800 előtt 1800 lambic eljárással csinálták).

## Díjak
- Copley-érem: Edward Charles Howard

## Születések
- február 11. - William Henry Fox Talbot fizikus, kémikus, matematikus († 1877)
- július 31. - Friedrich Woehler kémikus († 1882)
- december 29. - Charles Goodyear a vulkanizáció felfedezője († 1860)

## Halálozások
- január 1. - Louis-Jean-Marie Daubenton természettudós (* 1716)
- március 14. - Daines Barrington természettudós (* 1727)